# Жарких, Юрий Александрович
Юрий Александрович Жарких (фр. Youri Jarkikh (Jarki); род. 16 июля 1938, Тихорецк, Краснодарский край) — российско-французский художник, представитель ленинградского нонконформизма 70-х годов XX века, артистическая платформа — ЭЙДОС (EIDOS).
Один из лидеров советского андеграунда. Один из организаторов «Бульдозерной» выставки в Москве (1974). В культурную историю Ленинграда вошёл как организатор легендарных выставок ленинградского неофициального искусства в ДК им. Газа (1974) и в ДК «Невский» (1975) и как организатор ТЭВ — Товарищества экспериментальных выставок.

## Биография
- 1958—1961 — Ленинградское мореходное училище.
- 1961—1967 — Ленинградское высшее художественно-промышленное училище им. Веры Мухиной (Академия Штиглица).
- 1974 — Один из организаторов и участников выставки на Беляевском поле в Москве, раздавленной бульдозерами (Бульдозерная выставка). Организаторы выставки: Оскар Рабин, А. Глезер, Евгений Рухин, Юрий Жарких, Владимир Немухин.
- 1974 — Организатор и вдохновитель легендарной четырёхдневной выставки ленинградских художников — нонконформистов в Ленинграде, в ДК им. ГАЗА (22-25 декабря — «4 глотка свободы»). Инициативная группа: Ю. Жарких, В. Овчинников, Е. Рухин, В. Леонов, Н. Любушкин.
- 1974 — Основывает ТЭВ — Товарищество экспериментальных выставок (пишет устав этой художественной организации), позже — ТЭИИ, ныне — арт-центр на Пушкинской улице в Санкт-Петербурге.
- 1974 — Пишет художественную платформу постсоцреализма — Эйдос
- 1975 — Организатор второй выставки неофициальных ленинградских художников в Ленинграде, во Дворце Культуры «Невский» (10-20 сентября). Инициативная группа: Ю. Жарких, В. Овчинников, Е. Рухин, В. Леонов, Н. Любушкин.
- 1977 — Эмигрирует из СССР. Въезд в ФРГ.
- 1978 — Получает политическое убежище во Франции.
- 1984 — Организует группу «Эйдос»
- 1985 — Награждён золотой медалью Бельгийской Академии гуманитарных наук.
- 1987 — Участник выставки в Париже в Palais de Congrès (15 художников — авангард французской живописи).
- 1990 — Удостоен почётного звания «Первый художник Парижа»
- 2004 — Возвращение российского гражданства.
- В настоящее время живёт и работает во Франции.

Выставки: (более 150 персональных и групповых выставок): Франция, Германия, Англия, Армения, Австрия, Бельгия, США, Италия, Япония, Монако, Россия, Швейцария.
Коллекции: Государственный Русский музей, Санкт — Петербург; Государственная Третьяковская галерея, Москва; Московский музей современного искусства, Москва; Центр Помпиду, Париж, Франция; Музей современного искусства, Париж, Франция; Новый музей, Санкт — Петербург и другие государственные и частные коллекции в России и за рубежом.